# Acentrogobius pflaumii
 Acentrogobius pflaumii es una especie de pez de la familia de los Gobiidae en el orden de los Perciformes.

## Morfología
Los machos pueden llegar a alcanzar los 12 cm de longitud total.
En la China es depredado por Cynoglossus semilaevis.

## Hábitat
Es un pez de clima subtropical y demersal.

## Distribución geográfica
Se encuentra en el Pacífico noroccidental: desde Rusia hasta Taiwán. 

## Observaciones
Es inofensivo para los humanos. 